# Saison 2013 des Cardinals de Saint-Louis
La saison 2013 des Cardinals de Saint-Louis est la 132e saison en Ligue majeure de baseball pour cette franchise et sa 122e dans la Ligue nationale.
Les Cardinals de Saint-Louis décrochent en 2013 le titre de champion de la Ligue nationale pour la seconde fois en trois ans et la quatrième fois de la décennie. Ils disputent la Série mondiale 2013 mais s'inclinent en 6 matchs devant les Red Sox de Boston.
Détenteurs de la meilleure fiche victoires-défaites de la Ligue nationale et de la meilleure du baseball majeur, à égalité avec les Red Sox, en saison régulière 2013, les Cardinals gagnent 97 matchs contre 65 défaites, soit 9 matchs gagnés de plus qu'en 2012, et terminent premiers de la division Centrale avec 3 matchs d'avance sur les Pirates de Pittsburgh. Gagnants d'un premier titre de section depuis 2009 et prenant part aux séries éliminatoires pour la 3e année de suite, ils gagnent les Séries de divisions 2013 de la Ligue nationale sur Pittsburgh et triomphent des Dodgers de Los Angeles en Série de championnat 2013 de la Ligue nationale.

## Contexte
Les Cardinals prennent en 2012 le deuxième rang de la division Centrale de la Ligue nationale avec 88 victoires et 74 défaites, deux gains de moins que l'année précédente et neuf matchs derrière les champions de division, les Reds de Cincinnati. Cette performance est suffisante pour se qualifier pour les éliminatoires comme club de cinquième place. Ils disputent le 5 octobre le premier match de meilleur deuxième disputé dans le baseball majeur, qu'ils remportent sur les Braves d'Atlanta. À la ronde éliminatoire suivante, une remontée spectaculaire dans le dernier match de Série de divisions leur permet d'éliminer les Nationals de Washington. Leur parcours se termine en Série de championnat de la Ligue nationale alors qu'après avoir pris les devants 3 matchs à un, ils sont incapables d'inscrire la victoire finale et sont éliminés par les Giants de San Francisco, qui leur ravissent le titre de champions du monde remporté en 2011.

## Intersaison
Le lanceur partant droitier Kyle Lohse, qui a connu sa meilleure saison en carrière avec les Cardinals en 2012, devient agent libre et n'est pas remis sous contrat par le club. Alors que le camp d'entraînement est sur le point de s'ouvrir, les Cards apprennent que leur lanceur partant vedette Chris Carpenter ne lancera probablement pas de la saison 2013. Carpenter était revenu au jeu pour cinq parties en fin de saison 2012 mais des blessures subies par le passé l'empêchent de nouveau de lancer.
Le 7 décembre 2012, le vétéran lanceur de relève gaucher Randy Choate rejoint les Cardinals de Saint-Louis, qui lui ont offert un contrat de 7,5 millions de dollars pour trois saisons.
Le 12 décembre 2012, les Cardinals échangent le joueur de deuxième but Skip Schumaker, qui évolue à Saint-Louis depuis 8 ans, aux Dodgers de Los Angeles contre Jake Lemmerman, un joueur d'arrêt-court des ligues mineures.
Le 14 décembre, le joueur d'utilité Ty Wigginton accepte un contrat de 5 millions de dollars pour deux saisons avec les Cards.
Le 28 janvier 2013, l'arrêt-court et joueur de deuxième but Ronny Cedeño, qui évoluait l'année précédente pour les Mets de New York, se joint aux Cardinals, qui veulent s'assurer d'avoir un remplaçant pour leur arrêt-court Rafael Furcal, blessé la saison précédente. Mais Cedeño déçoit au camp d'entraînement et les Cardinals le libèrent de ce contrat le 19 mars.

## Calendrier pré-saison
L'entraînement de printemps des Cardinals se déroule du 23 février au 29 mars 2013.

## Saison régulière
La saison régulière des Cardinals se déroule du 1er avril au 29 septembre 2013 et prévoit 162 parties. Elle débute par une visite aux Diamondbacks de l'Arizona et le premier match local au Busch Stadium de Saint-Louis est joué le 8 avril entre les Cardinals et les Reds de Cincinnati.

### Juillet
- 3 juillet : Adam Wainwright est élu meilleur lanceur du mois de juin dans la Ligue nationale[13].

### Septembre
- 22 septembre : Une défaite des Nationals de Washington assure aux Cardinals une 3e participation aux séries éliminatoires en autant d'années[14].
- 29 septembre : Saint-Louis termine la saison 2013 avec 97 victoires et 65 défaites, la meilleure fiche de la Ligue nationale et la meilleure du baseball majeur, à égalité avec les Red Sox de Boston de la Ligue américaine.

### Octobre
- 9 octobre : Après avoir tiré de l'arrière 1-2 dans la Série de division face aux Pirates de Pittsburgh, les Cardinals éliminent leurs rivaux 3 matchs à 2[3].
- 18 octobre : Les Cardinals remportent un second titre de la Ligue nationale en trois ans et un quatrième en 10 ans, accédant à la Série mondiale après avoir éliminé 4 victoires à 2 les Dodgers de Los Angeles Série de championnat de la Ligue nationale[4].
- 24 octobre : La Série mondiale 2013 débute au Fenway Park de Boston entre les Cardinals et les Red Sox.

### Classement
| Ligue nationale (Division Centrale) | V  | D  | %    | Diff. | Diff. (séries) |
| ----------------------------------- | -- | -- | ---- | ----- | -------------- |
| Cardinals de Saint-Louis            | 97 | 65 | ,599 | -     | -              |
| Pirates de Pittsburgh               | 94 | 68 | ,580 | 3     | +4             |
| Reds de Cincinnati                  | 90 | 72 | ,556 | 7     | -              |
| Brewers de Milwaukee                | 74 | 88 | ,457 | 23    | 16             |
| Cubs de Chicago                     | 66 | 96 | ,407 | 31    | 24             |

## Affiliations en ligues mineures
| Niveau            | Équipe                      | Ligue                         |
| ----------------- | --------------------------- | ----------------------------- |
| AAA               | Redbirds de Memphis         | Ligue de la côte du Pacifique |
| AA                | Cardinals de Springfield    | Texas League                  |
| A-Advanced        | Cardinals de Palm Beach     | Florida State League          |
| A                 | Quad Cities River Bandits   | Midwest League                |
| A (saison courte) | Batavia Muckdogs            | New York - Penn League        |
| Ligue des recrues | Johnson City Cardinals      | Appalachian League            |
| Ligue des recrues | Gulf Coast League Cardinals | Gulf Coast League             |
| Ligue des recrues | DSL Cardinals               | Dominican Summer League       |